# Portage-du-Fort
Portage-du-Fort este un sat în municipalitatea regională Pontiac de la limita sud-vestică al regiunii Outaouais din Quebec, Canada. Satul este așezat pe Râul Ottawa din Chenaux, Ontario.
La Portage-du-Fort se mai află și un baraj, stația hidro-electrică Chenaux și un pod deasupra râului Ottawa.